# Regionalflughafen Gunnison–Crested Butte

i7
i11
i13
Der Gunnison–Crested Butte Regional Airport (IATA-Code: GUC, ICAO-Code: KGUC) ist ein öffentlicher Flughafen, 2 km südwestlich von Gunnison im Gunnison County, Colorado in den Vereinigten Staaten.

## Flughafendaten
Er hat eine Asphaltpiste mit 2865 m Länge und 46 m Breite und eine Schotterpiste mit 909 m Länge und 46 m Breite. Die Fläche des Flughafens beträgt 650 ha. Die Seehöhe beträgt 2341 m.

## Geschichte
Der Flughafen wurde im August 1947 eröffnet. Die erste Fluggesellschaft, die hier Liniendienst betrieb, war Monarch Airlines. Monarch Airlines fusionierte 1950 mit Frontier Airlines, die mehrmals täglich mit Douglas DC-3 eine Hin- und Retourstrecke von Denver – Pueblo, Colorado – Canon City/Florence, Colorado – Gunnison – Montrose, Colorado – Grand Junction, Colorado betrieb.
Im Jahr 1967 betrieb Frontier Nonstop-Verbindungen nach Denver und Montrose sowie direkte One-Stop-Verbindungen nach Grand Junction mit Convair CV-580.
Gunnison wurde 1979 von zwei Fluggesellschaften angeflogen: Frontier mit Nonstop-Flug von Denver und Montrose und Aspen Airways mit Nonstop-Flug von Denver und Flughafen Durango, Colorado, wobei beide Fluggesellschaften Convair 580-Turboprops im Einsatz hatten. Im Jahr 1981 führte Trans-Colorado Airlines Nonstop-Flüge ab Denver mit Fairchild Swearingen Metroliner durch, während Frontier weiterhin Nonstop-Flüge mit der Convair 580 von Denver und Montrose aus betrieb.
Anfang 1985 war der saisonale Linienverkehr mit Linienflugzeugen am Flughafen angekommen, wobei Air Atlanta samstags Nonstop-Boeing-727-100-Flüge ab Atlanta (ATL) betrieb, während Frontier zur gleichen Zeit Boeing 737-200-Flüge nonstop ab Dallas/Fort Worth durchführte und Houston Hobby Airport an Samstagen und Sonntagen anflog. Trans-Colorado Airlines bediente den Flughafen mit Metroliner nonstop von Denver, Durango und Montrose aus. Bis Ende 1989 waren fünf Fluggesellschaften präsent. Darunter American Airlines mit täglichem Boeing 727-200-Flug nonstop von Dallas/Fort Worth und dem Flughafen Chicago O’Hare sowie Continental Airlines mit Nonstop-Boeing 727-200-Flug von Houston Intercontinental Flughafen samstags, Continental Express wurde von Rocky Mountain Airways auf Code-Sharing-Basis im Auftrag von Continental mit Beechcraft 1900C nonstop ab Denver betrieben, Delta Air Lines mit Nonstop-Boeing 727-200-Service ab Salt Lake City.
Im Herbst 1991 flog Continental Express zusätzlich zu seinem Beechcraft 1900C-Dienst nonstop de Havilland Canada DHC-7 ab Denver und Montrose. Laut dem Official Airline Guide (OAG) bedienten Anfang 1995 vier Fluggesellschaften den Flughafen, darunter American mit täglicher Nonstop-Boeing 757-200-Verbindung von Dallas/Fort Worth, wobei dieser Flug auch tägliche direkte One-Stop-Verbindung von Philadelphia aus bot, Continental Express operiert auf Code-Sharing-Basis im Auftrag von Continental mit Beechcraft 1900C-Pendlerflugzeugen nonstop ab Denver, Delta mit Boeing 757-200-Service ab Atlanta an mehreren Tagen in der Woche und United Express mit Mesa Airlines, auf Code-Sharing-Basis im Auftrag von United, nonstop mit Beechcraft 1900C ab Denver.

## Flugbetrieb
Im Jahre 2022 wurden 52.040 Passagiere befördert. Im Jahr 2018 fanden 8.717 Flugbewegungen statt, davon 1.990 lokale Bewegungen, 4.938 Zwischenlandungen, 763 Air-Taxi-Flüge, 566 Frachtflüge und 460 militärische Flüge statt. In diesem Jahr waren hier 23 einmotorige und 1 zweimotoriges Flugzeug sowie 1 Jetflugzeug stationiert.
Die wichtigsten Fluggesellschaften für den Flughafen sind American Airlines, United Airlines und JSX.